# Белђојозо (Павија)
Белђојозо (итал. Belgioioso) је насеље у Италији у округу Павија, региону Ломбардија.
Према процени из 2011. у насељу је живело 6209 становника. Насеље се налази на надморској висини од 73 м.

## Становништво
| 1931. | 1936. | 1951. | 1961. | 1971. | 1981. | 1991. | 2001. | 2011. |
| ----- | ----- | ----- | ----- | ----- | ----- | ----- | ----- | ----- |
| 4.725 | 4.681 | 4.824 | 4.869 | 5.353 | 5.347 | 5.188 | 5.357 | 6.287 |